# Pouillé (Vienne)
Pouillé is een gemeente in het Franse departement Vienne (regio Nouvelle-Aquitaine) en telt 557 inwoners (2005). De plaats maakt deel uit van het arrondissement Poitiers.

## Geografie
De oppervlakte van Pouillé bedraagt 14,0 km², de bevolkingsdichtheid is 39,8 inwoners per km².
De onderstaande kaart toont de ligging van Pouillé (Vienne) met de belangrijkste infrastructuur en aangrenzende gemeenten.

## Demografie
Onderstaande figuur toont het verloop van het inwonertal (bron: INSEE-tellingen).